# Cyklopentadien
Cyklopentadien är ett cykliskt kolväte i diengruppen. Dess summaformel är C5H6.

## Egenskaper
Cyklopentadien är en färglös vätska som kokar vid 40 °C. Den är dessutom en svag syra med pKa = 16 vilket är ovanligt för kolväten. Den är olöslig i vatten men lättlöslig i etanol och bensen.
Molekylens båda dubbelbindningar gör den till en mycket reaktiv förening.

## Framställning
Tekniskt erhålls cyklopentadien bland annat som biprodukt vid krackning av petroleum.
Cyklopentadien kan genomgå en Diels–Alderreaktion med sig själv och bildar spontant dimeren dicyklopentadien. Vid uppvärmning sönderfaller den åter till monomerer.

## Användning
I teknikens används cyklopentadiuen mest som reaktionspartner i Diels-Alderreaktionen, där den omsätts med substituerade alkener till en mängd viktiga produkter, som mjukgörare för plaster, läkemedel, hartser, parfymer och insekticider.
Med klor reagerar cyklopentadien och ger hexaklorcyklopentadien, som är råvara vid tillverkning av många insekticider, bland annat aldrin och dieldrin, båda förbjudna i Sverige, men i användning i många jordbruksländer.